# Pablo Hasél
Pablo Rivadulla Duró (ibland omnämnd som Pau Rivadulla i Duró), född 9 augusti 1988 i Lleida, är en katalansk rappare, författare, poet och politisk aktivist, känd som Pablo Hasél.